# Sesambanken
Sesam, alternativt Sesambanken, var ett varumärke som användes av Skandinaviska Enskilda Banken (SEB) för att marknadsföra och driva en så kallad nischbanksverksamhet från mitten av 1990-talet. Sesam var inte någon egen bankverksamhet utan en del av bankaktiebolaget Skandinaviska Enskilda Banken AB (publ.), dock med andra villkor och delvis andra tjänster än för SEB:s övriga kunder. Huvudsakligen erbjöds en service som telefon- och internetbank.
Efter SEB:s förvärv av Trygg-Hansa 1997, slogs bankrörelsen i Trygg-Banken samman med Sesam. Trygg-Bankens nyförvärv 1997 av Crédit Lyonnais svenska bankrörelse uppgick också i SEB. Verksamheten i Sesam avvecklades under tidigt 2000-tal och integrerades i övriga SEB.